# カルロス・カベサス
カルロス・カベサス（Carlos Cabezas）ことカルロス・エドゥアルド・カベサス・フラード（Carlos Eduardo Cabezas Jurado、1980年11月14日 - ）は、スペインのプロバスケットボール選手。アンダルシア州マラガ県マラガ出身。ポジションはポイントガード。186cm、92kg。

## 来歴
ウニカハ・マラガの下部組織から2000年にトップチーム昇格。
2001年にはヤングメン世界選手権にヤングメンスペイン代表、キリンカップにB代表として来日した。同年11月21日の対ルーマニア戦でA代表デビュー。
日本で開催された2006年世界選手権ではスペイン代表として優勝に貢献した。